# 五大傳奇
四大傳奇，又稱明四大傳奇，為中國明朝四齣著名南戲《荊釵記》、《劉知遠白兔記》、《拜月亭》、《殺狗記》之並稱，時人以傳奇稱之。明傳奇繼承自元朝南戲（又稱南曲），而與唐人傳奇同名而異義。
後世常稱四大傳奇為「荊、劉、拜、殺」，加上《琵琶記》，是為五大傳奇。